# 木村孝蔵
木村 孝蔵（きむら こうぞう、1968年2月1日 - ）は、日本の俳優である。本名同じ。東京都港区出身。

## 経歴
肉体派ハリウッド・スターの、アーノルド・シュワルツェネッガー に憧れ、13歳でボディビルを始める。
名優、ロバート・デ・ニーロのファンである。

## 人物
過去バラエティ番組やお笑い番組へマッチョとしての出演歴が数多くあるが、現在は主に俳優として演技に主力を置いている。
AFAA認定パーソナル・フィットネス・トレーナー。パワーリフティング競技では、82,5kg級ベンチプレスの元Jr日本記録保持者。
趣味は、水上オートバイ。

## 出演

### テレビドラマ
- はみだし刑事情熱系
- こちら本池上署
- ホーム&アウェイ
- shin-D　GirL
- shin-D　OLポリス2〜コギャルポリス編〜
- 土曜ワイド劇場　外科医佐伯真の殺人カルテ
- 女と愛とミステリー　監察医・篠宮葉月 死体は語る 2
- 柳生十兵衛七番勝負　最後の闘い
- 坂の上の雲
- 青春カムバック!?メタボリックばんど!
- 陽炎の辻〜居眠り磐音 江戸双紙〜 夢の通い路
- アタシんちの男子
- ゲゲゲの女房
- 新・警視庁捜査一課9係 season3
- 梅ちゃん先生
- 芙蓉の人〜富士山頂の妻

### バラエティー
- めちゃ²イケてるッ!　木村孝蔵としての本名ではなく❝きむらっち❞として出演
- ワンダフル　火曜日　物の値段当てクイズ・ジャスト中村くん　リポーター
- おはスタ　第2部　木曜日　原始少年リュウゾウ役
- 爆笑レッドシアター　ツッコミ選手権　ネタ振り役

### その他
- LITTLE ワンマンショウ　PV
- 石井竜也 DRAGASIAN FILMS
- すんドめ4 The Final
- 巨乳ドラゴン温泉ゾンビVSストリッパー5
- 音楽劇　青い種子は太陽のなかにある　（蜷川幸雄演出 2015年）

### 映画
- 真夜中の弥次さん喜多さん
- 仮面学園
- あゝ!一軒家プロレス
- 純愛譜

### テレビCM
- NTTドコモ
- サントリー
- JA全農
- エースコック
- 日本文化センター
- 三井住友VISAカード
- さくらや
- 創造電力
- 大塚ベバレジ
- 大一商会
- エバラ食品
- グリーンバード